# Daisy Jones and The Six
Production
Diffusion
Daisy Jones and The Six est une mini-série américaine en dix épisodes d'environ 50 minutes créée par Scott Neustadter et Michael H. Weber, diffusée du 3 au 24 mars 2023 sur Amazon Prime Video. Il s'agit de l'adaptation du livre du même nom écrit par Taylor Jenkins Reid, publié en 2019.
Alors que l'histoire est présentée dans un style documentaire, y compris des interviews de fond avec le groupe, et est en partie inspirée par le groupe Fleetwood Mac, il s'agit d'une histoire fictive qui capture l'essence de la créativité dans le monde erratique et sauvage des années 1970.

## Synopsis
La série suit « un groupe de rock dans les années 1970 depuis son ascension sur la scène musicale de Los Angeles jusqu'à devenir l'un des groupes les plus légendaires au monde et explore la raison de leur séparation au plus fort de leur succès »,,.

## Distribution

### Principaux
- Riley Keough (VF : Peggy Martineau ; VQ : Catherine Brunet) : Daisy Jones, chanteuse et compositrice du groupe.
- Sam Claflin (VF : Anatole de Bodinat ; VQ : Jean-Philippe Baril-Guérard) : Billy Dunne, chanteur, guitariste et compositeur du groupe.
- Camila Morrone (VF : Caroline Mozzone ; VQ : Lauriane S. Thibodeau) : Camila Alvarez, épouse de Billy et photographe du groupe.
- Suki Waterhouse (VF : Sandra Valentin) : Karen Sirko, claviériste du groupe.
- Will Harrison (VF : Aurélien Raynal ; VQ : Alexandre Bacon) : Graham Dunne, guitariste du groupe et frère de Billy.
- Josh Whitehouse (en) (VF : Anthony Carter ; VQ : Nicholas Savard L'Herbier) : Eddie Roundtree, bassiste du groupe.
- Sebastian Chacon (en) (VQ : Maxime Desjardins) : Warren Rojas, batteur du groupe.
- Nabiyah Be (en) (VF : Déborah Claude ; VQ : Sofia Blondin) : Simone Jackson, ancienne colocataire de Daisy et future chanteuse de disco.
- Tom Wright (en) (VF : Thierry Desroses ; VQ : Manuel Tadros) : Teddy Price, le producteur.
- Timothy Olyphant (VF : Jean-Pierre Michaël ; VQ : Patrice Dubois) : Rod Reyes, le manager.

### Secondaires
- Seychelle Gabriel (VF : Diane Kristanek) : Julia Dunne
- Jacqueline Obradors (VF : Emmanuelle Fernandez) : Lucia, la mère de Camila.
- Ross Partridge : Don Midleton
- Ayesha Harris (en) (VF : Esthèle Dumand) : Bernie, une DJ amoureuse de Simone.

### Invités
- Nicole LaLiberte (VF : Juliette Croizat) : Jean, la mère de Daisy.
- Chris Diamantopoulos : Lee Parlin
- Olivia Rose Keegan (en) (VF : Camille Timmerman) : Caroline
- Gavin Drea (en) (VF : Sylvain Agaësse) : Nicky Fitzpatrick, le fiancé de Daisy.

Version française dirigée par Barbara Tissier au studio Deluxe Média Paris, d'après une adaptation des dialogues de Bruno Chevillard et Viviane Lesser.
 Source et légende : version française (VF) sur RS Doublage et cartons du doublage français.

## Production
Les coûts de production de la série s'élèvent à plus de 100 millions de dollars, une somme particulièrement importante alors qu'elle n'a pas réussi à se hisser parmi les 10 programmes en streaming les plus visionnés aux États-Unis.

## Épisodes
1. Piste 1: Viens chercher (Track 1: Come and Get It)
2. Piste 2: Suis-moi (Track 2: I'll Take You There)
3. Piste 3: Quelqu'un m'a sauvé ce soir (Track 3: Someone Saved My Life Tonight)
4. Piste 4: J'ai vu la lumière (Track 4: I Saw The Light)
5. Piste 5: Les Flammèches (Track 5: Fire)
6. Piste 6: Tant que tu survis jusqu'à demain (Track 6: Whatever Gets You Thru The Night)
7. Piste 7: Adieu (Track 7: She's Gone)
8. Piste 8: On y est (Track 8: Looks Like We Made It)
9. Piste 9: Comme la première fois (Track 9: Feels Like the First Time)
10. Piste 10: Suicide au rock'n roll (Track 10: Rock 'n' Roll Suicide)

## Distinctions

### Nominations
- Golden Globes 2024 : 
  - Meilleure mini-série ou du meilleur téléfilm
  - Meilleur acteur dans une mini-série ou un téléfilm pour Sam Claflin
  - Meilleure actrice dans une mini-série ou un téléfilm pour Riley Keough